# Edwin Stanton
Edwin McMasters Stanton (n. 19 decembrie 1814, Steubenville, Ohio, SUA – d. 24 decembrie 1869, Washington, D.C., District of Columbia, SUA) a fost un avocat și politician american care a servit în funcția de secretar de război al SUA în administrația Lincoln⁠(d) în cea mai mare parte a Războiului Civil American. Stanton a contribuit la organizarea masivelor resurse militare ale Nordului și la a conduce Uniunea către victorie, dar a fost criticat de mulți generali ai Uniunii, care considerau că este excesiv de precaut și că se pierde în detalii. El a organizat și căutarea asasinului lui Abraham Lincoln, John Wilkes Booth.
După asasinarea lui Lincoln, Stanton a rămas secretar de război și sub noul președinte al SUA, Andrew Johnson, în primii ani ai Reconstrucției. El s-a opus politicilor indulgente ale lui Johnson față de fostele State Confederate. Încercarea lui Johnson de a-l demite pe Stanton a dus în cele din urmă la impeachmentul lui Johnson⁠(d) de către republicanii radicali din Camera Reprezentanților. După retragerea din funcția de secretar de război, Stanton s-a întors la practicarea dreptului. În 1869, a fost nominalizat drept judecător al Curții Supreme⁠(d) de către succesorul lui Johnson, Ulysses S. Grant, dar a murit la patru zile după ce nominalizarea sa a fost confirmată de Senat. El rămâne singurul candidat confirmat care a acceptat funcția, dar a murit înainte de a servi în Curtea Supremă.